# Светско првенство у фудбалу за жене 2023.
Светско првенство у фудбалу за жене 2023. је било девето издање ФИФА Светског првенства за жене, четворогодишњег међународног првенства за жене у фудбалу на којем учествују женске репрезентације и у организацији ФИФА. Турнир заједнички организују Аустралија и Нови Зеланд, а одржавало се од 20. јула до 20. августа 2023. године. То је прво ФИФА Светско првенство за жене које има више од једне земље домаћина, а такође и прво Светско првенство које се одржава у више конфедерација, пошто је Аустралија у азијској конфедерацији, док је Нови Зеланд у океанској конфедерацији. Поред тога, овај турнир је први који укључује проширени формат од 32 тима у односу на претходна где су игралее 24 репрезентације, понављајући исти формат који је коришћен за Светско првенство за мушкарце од 1998. до 2022. године.
Утакмица отварања одиграна је између Новог Зеланда и Норвешке у Еден Парку у Окланду 20. јула 2023. Финале ће се одржати 20. августа 2023. на Олимпијском стадиону у Сиднеју у Сиднеју. Сједињене Државе су бранилац титуле, које су освојиле претходна два (2015. и 2019.) турнира.

## Преглед
ФИФА Светско првенство за жене је фудбалски турнир професионалних удружења на којем учествују сениорске женске фудбалске репрезентације, а у организацији ФИФА. Турнир, који се одржава сваке четири године и годину дана након Светског првенства за мушкарце, први пут је одигран 1991. у Кини, а од тада је проширен на 32 тима након издања 2023. године. На турниру се такмичи са осам група по колу, након чега следи нокаут фаза за 16 тимова. Бранилац титуле су Сједињене Државе, које су победиле Холандију са 2 : 0 у финалу ФИФА Светског првенства за жене 2019. године. Догађај је планиран да се одржи у периоду од месец дана, од 20. јула до 20. августа у Аустралији и Новом Зеланду. Ово Светско првенство за жене је први турнир са заједничким домаћином, а такође и први Светски куп за сениорке који се одржава у више конфедерација. Поред тога, то је први сениорски турнир који се одржава у Океанији, први Светски куп за жене на јужној хемисфери, а трећи који се одржава у Азијско-пацифичком региону.

### Распоред
ФИФА је објавила распоред утакмица 1. децембра 2021. године., а време почетка је потврђено 24. октобра 2022. године, два дана након финалног жреба.
Утакмица отварања турнира, са судомаћинима Нови Зеланд и Норвешка, одиграна је 20. јула у Еден Парку. Инаугурациони меч у Аустралији, са ко-домаћином Аустралијом против Републике Ирске, одржан је истог дана на стадиону Аустралија, након промене места због велике потражње за улазницама.
Утакмице групне фазе су подељене између ко-домаћина, при чему је Нови Зеланд домаћин групама А, Ц, Е и Г, а Аустралија за групе Б, Д, Ф и Х. Утакмица за треће место биће одиграна на Ланг Парку 19. августа, а финале ће се играти на стадиону Аустралија 20. августа.

### Новчане награде
У јуну 2023. ФИФА је објавила износе награда за све земље учеснице. Укупан наградни фонд овог издања је 110 милиона долара, 80 милиона долара већи од наградног фонда претходног турнира.
На претходним турнирима, као и у мушкој конкуренцији, ФИФА је уплатила укупне новчане награде националним савезима, али ће за Светско првенство за жене 2023. исплате награда вршити директно играчима, као и савезима. Ово је дошло као резултат извештаја у женској конкуренцији да су бројни национални савези ускратили играчке награде и/или их уопште не исплаћивали. У марту 2023, глобални синдикат играча ФИФПРО послао је ФИФА-и писмо које су потписали играчи из целог света, позивајући ФИФА-у да исплати једнаке награде на мушким и женским турнирима и да обезбеди да најмање 30% новчане награде на женском турниру стигне до играча. Иако ФИФА није изједначила новчану награду мушког турнира, она је значајно повећала тај износ, при чему је више од половине требало да буде исплаћено директно играчима.
| Позиција                           | Екипа | Сума ($USD)    | Сума ($USD)   | Сума ($USD)   |
| Позиција                           | Екипа | По асоцијацији | По играчици   | Укупно        |
| ---------------------------------- | ----- | -------------- | ------------- | ------------- |
| Шампионке                          | 1     | 4.290.000 $    | 270.000 $     | 10.500.000 $  |
| Другопласиране                     | 1     | 3.015,000 $    | 195.000 $     | 7.500.000 $   |
| Треће место                        | 1     | 2.610.000 $    | 180.000 $     | 6.750.000 $   |
| Четврто место                      | 1     | 2.455.000 $    | 165.000 $     | 6.250.000 $   |
| Од 5. до 8. места (четвртфинале)   | 4     | 2.180.000 $    | 90.000 $      | 17.000.000 $  |
| Од 9. до 16. места (осмина финала) | 8     | 1.870.000 $    | 60.000 $      | 26.000.000 $  |
| Од 17. до 32. места (групна фаза)  | 16    | 1.560.000 $    | 30.000 $      | 36.000.000 $  |
| Укупно                             | 32    | 110.000.000 $  | 110.000.000 $ | 110.000.000 $ |

## Избор домаћинства
Надметање за добијање домаћинства за ФИФА Светско првенство у фудбалу  за жене 2023. године је почело 19. фебруара 2019. године. Асоцијације чланице заинтересоване за домаћинство турнира су морале да поднесу изјаву о заинтересованости до 15. марта, а да до 16. априла доставе завршену регистрацију за понуду. Међутим, ФИФА је ревидирала временски оквир за подношење понуда пошто се турнир проширио на 32 тима 31. јула. Остала удружења чланица заинтересована да буду домаћини турнира су тада имала рок до 16. августа да поднесу изјаву о заинтересованости, док је завршена регистрација нових удружења чланица је била поновна потврда претходних понуђача до 2. септембра.
Девет земаља је првобитно показало интересовање за домаћинство догађаја: Аргентина, Аустралија, Боливија, Бразил, Колумбија, Јапан, Јужна Кореја (са интересовањем за заједничку понуду са Северном Корејом), Нови Зеланд и Јужна Африка. Белгија је изразила интересовање да буде домаћин турнира након новог рока, али је касније одустала, као и Боливија, у септембру 2019. године. Аустралија и Нови Зеланд су касније објавили да ће спојити своје понуде у заједничком поднеску. Бразил, Колумбија и Јапан придружили су им се у подношењу својих књига понуда ФИФА-и до 13. децембра. Међутим, и Бразил и Јапан су касније повукли своје понуде у јуну 2020. пре коначног гласања.
Аустралија и Нови Зеланд су 25. јуна 2020. године победили у кандидатури за домаћина Светског првенства у фудбалу за жене. Одлука је донета након гласања Савета ФИФА, при чему је победничка понуда добила 22 гласа, док је Колумбија освојила 13. гласова.  Ниједна земља раније није била домаћин сениорског ФИФА турнира. Ово ће бити прво Светско првенство за жене које ће бити одржано у више земаља, а тек други турнир Светског купа који је то учинио, после Светског првенства у фудбалу 2002, одржаног у Јапану и Јужној Кореји. То је такође прво ФИФА Светско првенство за жене које се одржава на јужној хемисфери, први сениорски ФИФА турнир који се одржава у Океанији и први ФИФА турнир који се одржава у више конфедерација (са Аустралијом у АФК−у и Новим Зеландом у ОФК-у). Аустралија је друга асоцијација из АФК која је била домаћин Светског првенства за жене, после Кине 1991. и 2007. године.
| Аустралија и Нови Зеланд | 22 |
| Колумбија                | 13 |
| Неважећа                 | 2  |
| Укупно гласова           | 35 |
| Потребна већина          | 18 |

## Формат
У јулу 2019. године, председник ФИФА Ђани Инфантино предложио је проширење Светског првенства у фудбалу за жене са 24. на 32. тима, почевши од издања 2023, и удвостручавање наградног фонда турнира. Предлог је уследио након успеха ФИФА Светског првенства за жене 2019. године и претходног турнира 2015. године, који је након повећања са 16. на 24. тима поставио рекорд посећености за сва ФИФА такмичења осим ФИФА Светског првенства у фудбалу за мушкарце.  Проширење турнира како би се омогућило осам додатних тимова учесника дало је већем броју асоцијација чланица већу прилику да се квалификују за завршни турнир. Ово је подстакло растући домет и професионализацију женске игре.
Савет ФИФА је 31. јула једногласно одлучио да прошири турнир на 32. тима, са осам група по четири репрезентације.
Запањујући успех овогодишњег ФИФА Светског првенства за жене у Француској јасно је показао да је ово време да се задржи замах и предузму конкретни кораци за подстицање раста женског фудбала. Драго ми је што овај предлог постаје стварност.— Председник ФИФА, Ђани Инфантино.
Турнир је почео утакмицама групне фазе која се састоји од осам група по четири тима, а прва два тима напредују из сваке групе у нокаут турнир почевши од 16. кола. Укупан број одиграних утакмица се повећава са 52 на 64. Турнир понавља формат мушког ФИФА Светског првенства који је коришћен између 1998. и 2022. године.[

## Стадиони
Аустралија и Нови Зеланд су предложили 13 могућих места у 12 градова домаћина за турнир у књизи понуда достављеној ФИФА-и, предлажући да се користи најмање 10 стадиона, по 5 у свакој земљи. У првобитном предлогу заједничке понуде места би се делила на три главна туристичка чворишта: Саут хаб, који обухвата Перт, Аделејд, Лонсестон и Мелбурн, Ист хаб, који обухвата Бризбејн, Њукасл, Сиднеј, Мелбурн и Лонсестон, и Њу Зеланд хаб, који обухвата Окланд, Хамилтон, Велингтон, Крајстчерч и Данидин. Фудбалски стадион у Сиднеју је био једини нови стадион који је прошао кроз велику реновацију током периода понуде, заменивши стари фудбалски стадион на истом месту и отворен 28. августа 2022. године.
Процену понуде ФИФА је објавила 10. јуна 2020. године, и она је навела да већина стадиона наведених у понуди испуњава ФИФА-ине услове за домаћинство са капацитетом, осим Аделејда и Окланда, који нису испунили минималне услове у погледу капацитета за фазе такмичења за које је предложено. Планирано је да већина стадиона наведених у понуди има мање реновирање са новим рефлекторима, реновирање терена, и родно неутралне свлачионице на време за турнира.
ФИФА је 31. марта 2021. објавила коначан избор градова и места домаћина. У Аустралији се користи пет градова и шест стадиона, а на Новом Зеланду четири града и стадиона. Од предложених места, Њукасл и Лонсестон нису изабрани у Аустралији, а Крајстчерч је изостављен на Новом Зеланду. Еден Парк у Окланду је био домаћин прве утакмице, док је стадион Аустралија у Сиднеју био домаћин финалног меча. Као део брендирања, сви градови ће користити изворна имена (аутохтони аустралијски и маори на Новом Зеланду) уз своја енглеска имена у настојању да „помире и поштују првобитне власнике земље.“ То су: „Тарнтанија” (Аделјд), „Меањин” (Брисбане), „Наарм” (Мелбурн), Борло (Перт), Гадигал (Сиднеј) Тамаки Макаурау (Окленд), „Отепоти” (Данидин), Кирикирироа (Хамилтон) и Те Вангануи-а-Тара (Велингтон).
Еден Парк у Окланду је био домаћин уводне утакмице Новог Зеланда, а стадион Аустралије у Сиднеју био је домаћин уводне утакмице Аустралије (обе групне фазе). Ланг Парк, Бризбејн, биће домаћин меча за 3. место 19. августа 2023. године и стадион Аустралија, Сиднеј, биће домаћин финала које ће се одржати 20. августа.
| Аустралија          | Аустралија        | Аустралија        | Нови Зеланд       | Нови Зеланд                     | Нови Зеланд |
| Сиднеј              | Сиднеј            | Бризбејн          | Окланд            | Велингтон                       |             |
| ------------------- | ----------------- | ----------------- | ----------------- | ------------------------------- | ----------- |
| Стадион Аустралија  | Стадион у Сиднеју | Ланг Парк         | Еден Парк         | Регионални стадион у Велингтону |             |
| Капацитет: 75.784   | Капацитет: 40.583 | Капацитет: 49.461 | Капацитет: 43.217 | Капацитет: 33.132               |             |
|                     |                   |                   |                   |                                 |             |
| Мелбурн             | Перт              | Аделејд           | Данидин           | Хамилтон                        |             |
| Правоугаони стадион | Перт Овал         | Стадион Хајндмарш | Форсит бар        | Стадион Вајкато                 |             |
| Капацитет: 27.706   | Капацитет: 18.727 | Капацитет: 13.557 | Капацитет: 25.947 | Капацитет: 18.009               |             |
|                     |                   |                   |                   |                                 |             |

Тимски базни кампови 
Базне кампове ће користити 32 националне репрезентације да остану и тренирају пре и током турнира Светског купа за жене. ФИФА је 11. децембра 2022. објавила хотеле и тренинг локације за 29 квалификованих земаља учесница, док су преостала 3 квалификована тима изабрала своје базне кампове након плеј-оф турнира. ФИФА је касније потврдила последња три преостала базна кампа за победнике плеј-оф турнира 21. марта 2023. године. То ће бити први Куп који има наменске базне кампове за 32 земље учеснице.

## Екипе

### Квалификације
ФИФА-ине конфедерације су организовале своје квалификације кроз континентална првенства, са изузетком УЕФА која је организовала своје квалификационо такмичење. Аустралија и Нови Зеланд, као судомаћини, аутоматски су се квалификовали за турнир, остављајући преосталих 207 асоцијација чланица ФИФА-е право да уђу у квалификације ако тако одлуче. Аустралија се такмичила на АФК купу за жене 2022. године, док Нови Зеланд исте године није учествовао на ОФК купу за жене. Актуелне шампионке Светског купа за жене, Сједињене Америчке Државе су се такмичиле у квалификацијама кроз Конкакафов шампионат у фудбалу за жене 2022.
ФИФА је суспендовала фудбалски савезе Чада и Пакистана, чиме су искључени из уласка у квалификације. Руанда, Судан, ДР Конго и Сао Томе и Принципи су ушли у квалификације, али су се касније повукли. Кенија се повукла пре другог круга квалификација. Северна Кореја и Туркменистан су се повукли из квалификација за Куп Азије за жене због забринутости за безбедност и ограничења путовања у вези са пандемијом Ковид 19. Ирак се повукао након жреба АФК-а. Због неизвесности женског спорта након што су талибани преузели земљу, Авганистан се повукао из квалификација. Због избијања пандемије Ковида 19 у њиховим тимовима, домаћини женског азијског купа, Индија, повукли су се из квалификација. Америчка Самоа се повукла због сталних потешкоћа у вези са пандемијом. Русија је дисквалификована из такмичења због руске инвазије на Украјину.
Доделу слотова за сваку конфедерацију потврдио је Савет ФИФА 25. децембра 2020. Места за две земље домаћина су узети директно из квота додељених њиховим конфедерацијама.
Квалификовани тимови, наведени по регионима, са бројевима у загради који означавају коначне позиције на ФИФА женској светској ранг листи пре турнира су:
АФК (6)
- Аустралија (10) (домаћин)
- Кина (14)
- Јапан (11)
- Филипини (46) (деби)
- Јужна Кореја (17)
- Вијетнам (32) (деби)

КАФ (4)
- Мароко (72) (деби)
- Нигерија (40)
- Јужна Африка (54)
- Замбија (77) (деби)

Конкакаф (6)
- Канада (7)
- Костарика (36)
- Хаити (53) (деби)
- Јамајка (43)
- Панама (52) (деби)
- Сједињене Државе (1)

Конмебол (3)
- Аргентина (28)
- Бразил (8)
- Колумбија (25)

ОФК (1)
- Нови Зеланд (26) (домаћин)

УЕФА (12)
- Данска (13)
- Енглеска (4)
- Француска (5)
- Немачка (2)
- Италија (16)
- Холандија (9)
- Норвешка (12)
- Португалија (21) (деби)
- Република Ирска (22) (деби)
- Шпанија (6)
- Шведска (3)
- Швајцарска (20)

### Извлачење група
Финални жреб је одржан у Аотеа центру у Окланду, Нови Зеланд, 22. октобра 2022. у 19:30 по Новозеландском времену (UTC+13), пре завршетка квалификација. Три победника плеј-офа међу конфедерацијама још нису била позната у време жребања.
За жреб, 32 тима су распоређена у четири шешира на основу Светске ранг листе ФИФА за жене од 13. октобра 2022. Први део садржао је оба судомаћина Нови Зеланд и Аустралију (обоје су аутоматски постављене на позиције А1 и Б1) заједно са шест најбољих тимова. Шешир број два је садржао следећих најбољих осам тимова, при чему је следећих осам тимова распоређено у следећи шешир (шешир број три). Шешир број четири је садржао најниже рангиране тимове, заједно са носиоцима места за три победника плеј-офа међу конфедерацијама. Са изузетком УЕФА, тимови из исте конфедерације нису могли бити извучени у исту групу. Међутим, пошто је свака плеј-оф група међу конфедерацијама садржавала више конфедерација, носиоци су идентификовали носиоце на својим путевима доигравања како би се избегла било каква ограничења жребања. Жреб је почео са шеширом један и завршио се са четири, при чему је изабрани тим распоређен у прву доступну групу по абецедном реду. Тимови из шешира 1 су аутоматски извучени на позицију 1 сваке групе, са следећим позицијама извучене за преосталих шешира. Позиције репрезентација у шеширима за извлачење су приказани испод.
| Шешир 1. | Шешир 2. | Шешир 3. | Шешир 4. |
| --- | --- | --- | --- |
| Нови Зеланд (22) (домаћин) · Аустралија (13) (домаћин) · Сједињене Државе (1) · Шведска (2) · Немачка (3) · Енглеска (4) · Француска (5) · Шпанија (6) | Канада (7) · Холандија (8) · Бразил (9) · Јапан (11) · Норвешка (12) · Италија (14) · Кина (15) · Јужна Кореја (17) | Данска (18) · Швајцарска (21) · Република Ирска (24) · Колумбија (27) · Аргентина (29) · Вијетнам (34) · Костарика (37) · Јамајка (43) | Нигерија (45) · Филипини (53) · Јужна Африка (54) · Мароко (76) · Замбија (81) · Победник Плеј−оф група А · Победник Плеј−оф група Б · Победник Плеј−оф група Ц |

1. ↑  Пласман за победнике групе А плеј-офа придржавао се географских ограничења европског тима у жребу (засновано на тиму који носи носилац у групи, Португалија). Победник групе А који се на крају квалификовао био је Португалија.
2. ↑  Пласман за победнике групе Б плеј-офа придржавао се географских ограничења јужноамеричког тима у жребу (на основу носиоца у групи, Чилеа). Победник групе Б који се на крају квалификовао био је Хаити.
3. ↑  Место за победнике плеј-офа групе Ц придржавало се географских ограничења азијског и океанског тима у жребу (на основу носилаца у групи, Кинески Тајпеј и Папуа Нова Гвинеја). Победник групе Ц који се на крају квалификовао је Панама.

## Групна фаза
Земље учеснице су биле подељене у осам група са по четири тима (групе од А до Х). Тимови у свакој групи су играле једне против друге по Бергеровом систему, а прва два тима из сваке групе су напредовале у нокаут фазу.

### Критеријуми
| Критеријуми у случају нерешеног скора у групи |
| --- |
| Пласман тимова у групној фази утврђује се на следећи начин: 1. Бодови добијени у свим утакмицама у групи (три бода за победу, један за реми, ниједан за пораз); 2. Гол разлика у свим утакмицама у групи 3. Број постигнутих голова у свим утакмицама у групи 4. Поени добијени у утакмицама између дотичних тимова 5. Разлика голова у утакмицама између дотичних тимова 6. Број голова постигнутих у утакмицама између дотичних тимова 7. Поени за фер плеј у свим групним утакмицама (само један одбитак се може применити на играча у једном мечу): - Жути картон: −1 бод; - Индиректни црвени картон (други жути картон): −3 бода; - Директан црвени картон: −4 бода; - Жути картон и директни црвени картон: −5 поена; 8. Извлачење жребом. |

### Група А
| Pos | Тим         | О | П | Н | И | ГД | ГП | ГР | Бод. | Qualification        |
| --- | ----------- | - | - | - | - | -- | -- | -- | ---- | -------------------- |
| 1   | Швајцарска  | 3 | 1 | 2 | 0 | 2  | 0  | +2 | 5    | Прошле у нокаут фазу |
| 2   | Норвешка    | 3 | 1 | 1 | 1 | 6  | 1  | +5 | 4    | Прошле у нокаут фазу |
| 3   | Нови Зеланд | 3 | 1 | 1 | 1 | 1  | 1  | 0  | 4    |                      |
| 4   | Филипини    | 3 | 1 | 0 | 2 | 1  | 8  | −7 | 3    |                      |

| Нови Зеланд        | 1 : 0    | Норвешка |
| ------------------ | -------- | -------- |
| Хана Вилкинсон 48’ | Извештај |          |

| Филипини | 0 : 2    | Швајцарска                                      |
| -------- | -------- | ----------------------------------------------- |
|          | Извештај | · Рамона Бакмен 45’ (пен.) · Сераина Пјубел 64’ |

| Нови Зеланд | 0 : 1    | Филипини          |
| ----------- | -------- | ----------------- |
|             | Извештај | Сарина Болден 24’ |

| Швајцарска | 0 : 0    | Норвешка |
| ---------- | -------- | -------- |
|            | Извештај |          |

| Швајцарска | 0 : 0    | Нови Зеланд |
| ---------- | -------- | ----------- |
|            | Извештај |             |

| Норвешка                                                                 | 6 : 0    | Филипини |
| ------------------------------------------------------------------------ | -------- | -------- |
| Хауг 6’, 17’, 90+5’ · Хансен 31’ · Баркер 48’ (а.г.) · Рејтен 53’ (пен.) | Извештај |          |

### Група Б
| Pos | Тим             | О | П | Н | И | ГД | ГП | ГР | Бод. | Qualification        |
| --- | --------------- | - | - | - | - | -- | -- | -- | ---- | -------------------- |
| 1   | Аустралија      | 3 | 2 | 0 | 1 | 7  | 3  | +4 | 6    | Прошле у нокаут фазу |
| 2   | Нигерија        | 3 | 1 | 2 | 0 | 3  | 2  | +1 | 5    | Прошле у нокаут фазу |
| 3   | Канада          | 3 | 1 | 1 | 1 | 2  | 5  | −3 | 4    |                      |
| 4   | Република Ирска | 3 | 0 | 1 | 2 | 1  | 3  | −2 | 1    |                      |

1. 1 2  Фер плеј бодови: Канада –2, Нигерија –5.

| Аустралија            | 1 : 0    | Република Ирска |
| --------------------- | -------- | --------------- |
| Стеф Кетли 52’ (пен.) | Извештај |                 |

| Нигерија | 0 : 0    | Канада |
| -------- | -------- | ------ |
|          | Извештај |        |

| Канада                                        | 2 : 1    | Република Ирска |
| --------------------------------------------- | -------- | --------------- |
| Меган Коноли 45+5’ (а.г.) · Адријана Леон 53’ | Извештај | Кети Мекабе 4’  |

| Аустралија                                   | 2 : 3    | Нигерија                                                 |
| -------------------------------------------- | -------- | -------------------------------------------------------- |
| Емили ван Егмонд 45+1’ · Алана Кенеди 90+10’ | Извештај | Учена Кану 45+6’ · Осиначи Охале 65’ · Асисат Ошоала 72’ |

| Канада | 0 : 4    | Аустралија                                     |
| ------ | -------- | ---------------------------------------------- |
|        | Извештај | Расо 9’, 39’ · Фаулер 58’ · Кетли 90+4’ (пен.) |

| Република Ирска | 0 : 0    | Нигерија |
| --------------- | -------- | -------- |
|                 | Извештај |          |

### Група Ц
| Pos | Тим       | О | П | Н | И | ГД | ГП | ГР  | Бод. | Qualification        |
| --- | --------- | - | - | - | - | -- | -- | --- | ---- | -------------------- |
| 1   | Јапан     | 3 | 3 | 0 | 0 | 11 | 0  | +11 | 9    | Прошле у нокаут фазу |
| 2   | Шпанија   | 3 | 2 | 0 | 1 | 8  | 4  | +4  | 6    | Прошле у нокаут фазу |
| 3   | Замбија   | 3 | 1 | 0 | 2 | 3  | 11 | −8  | 3    |                      |
| 4   | Костарика | 3 | 0 | 0 | 3 | 1  | 8  | −7  | 0    |                      |

| Шпанија                                                                   | 3 : 0    | Костарика |
| ------------------------------------------------------------------------- | -------- | --------- |
| · Валерија дел Кампо 21’ (а.г.) · Ајтана Бонмати 23’ · Естер Гонзалез 27’ | Извештај |           |

| Замбија | 0 : 5    | Јапан                                                                               |
| ------- | -------- | ----------------------------------------------------------------------------------- |
|         | Извештај | Хината Мијазава 43’, 62’ · Мина Танака 55’ · Џун Ендо 71’ · Рико Уеки 90+11’ (пен.) |

| Јапан                    | 2 : 0    | Костарика |
| ------------------------ | -------- | --------- |
| Наомото 25’ · Фуџино 27’ | Извештај |           |

| Шпанија                                          | 5 : 0    | Замбија |
| ------------------------------------------------ | -------- | ------- |
| Абељеира 9’ · Ермосо 13’, 70’ · Редондо 69’, 85’ | Извештај |         |

| Јапан                                     | 4 : 0    | Шпанија |
| ----------------------------------------- | -------- | ------- |
| Мијазава 12’, 40’ · Уеки 29’ · Танака 82’ | Извештај |         |

| Костарика | 1 : 3    | Замбија                                         |
| --------- | -------- | ----------------------------------------------- |
| Ерера 47’ | Извештај | Мвемба 3’ · Банда 31’ (пен.) · Кундананђи 90+3’ |

### Група Д
| Pos | Тим      | О | П | Н | И | ГД | ГП | ГР | Бод. | Qualification        |
| --- | -------- | - | - | - | - | -- | -- | -- | ---- | -------------------- |
| 1   | Енглеска | 3 | 3 | 0 | 0 | 8  | 1  | +7 | 9    | Прошле у нокаут фазу |
| 2   | Данска   | 3 | 2 | 0 | 1 | 3  | 1  | +2 | 6    | Прошле у нокаут фазу |
| 3   | Кина     | 3 | 1 | 0 | 2 | 2  | 7  | −5 | 3    |                      |
| 4   | Хаити    | 3 | 0 | 0 | 3 | 0  | 4  | −4 | 0    |                      |

1. 1 2  Фер плеј бодови: Данска –1, Енглеска –2.
2. 1 2  Фер плеј бодови: Кина 0, Хаити –1.

| Енглеска           | 1 : 0    | Хаити |
| ------------------ | -------- | ----- |
| Стенвеј 29’ (пен.) | Извештај |       |

| Данска             | 1 : 0    | Кина |
| ------------------ | -------- | ---- |
| Амали Вансгард 90’ | Извештај |      |

| Енглеска | 1 : 0    | Данска |
| -------- | -------- | ------ |
| Џејмс 6’ | Извештај |        |

| Кина                  | 1 : 0    | Хаити |
| --------------------- | -------- | ----- |
| Ванг Шуанг 74’ (пен.) | Извештај |       |

| Кина            | 1 : 6    | Енглеска                                                   |
| --------------- | -------- | ---------------------------------------------------------- |
| Шуан 57’ (пен.) | Извештај | Русо 4’ · Хемп 26’ · џејмс 41’, 65’ · Кели 77’ · Дејли 84’ |

| Хаити | 2 : 0    | Данска                            |
| ----- | -------- | --------------------------------- |
|       | Извештај | Хардер 21’ (пен.) · Нилсен 90+10’ |

### Група Е
| Pos | Тим              | О | П | Н | И | ГД | ГП | ГР  | Бод. | Qualification        |
| --- | ---------------- | - | - | - | - | -- | -- | --- | ---- | -------------------- |
| 1   | Холандија        | 3 | 2 | 1 | 0 | 9  | 1  | +8  | 7    | Прошле у нокаут фазу |
| 2   | Сједињене Државе | 3 | 1 | 2 | 0 | 4  | 1  | +3  | 5    | Прошле у нокаут фазу |
| 3   | Португалија      | 3 | 1 | 1 | 1 | 2  | 1  | +1  | 4    |                      |
| 4   | Вијетнам         | 3 | 0 | 0 | 3 | 0  | 12 | −12 | 0    |                      |

| Сједињене Државе            | 3 : 0    | Вијетнам |
| --------------------------- | -------- | -------- |
| Смит 14’, 45+7’ · Хоран 77’ | Извештај |          |

| Холандија         | 1 : 0    | Португалија |
| ----------------- | -------- | ----------- |
| Ван дер Грагт 13’ | Извештај |             |

| Сједињене Државе | 1 : 1    | Холандија    |
| ---------------- | -------- | ------------ |
| Линдзи Хоран 62’ | Извештај | Џил Рорд 17’ |

| Португалија                 | 2 : 0    | Вијетнам |
| --------------------------- | -------- | -------- |
| Енкарнасао 7’ · Назарет 21’ | Извештај |          |

| Португалија | 0 : 0    | Сједињене Државе |
| ----------- | -------- | ---------------- |
|             | Извештај |                  |

| Вијетнам | 0 : 7    | Холандија                                                                  |
| -------- | -------- | -------------------------------------------------------------------------- |
|          | Извештај | Мартенс 8’ · Сноис 11’ · Брихтс 18’, 57’ · Рорд 23’, 83’ · Ван де Донк 45’ |

### Група Ф
| Pos | Тим       | О | П | Н | И | ГД | ГП | ГР | Бод. | Qualification        |
| --- | --------- | - | - | - | - | -- | -- | -- | ---- | -------------------- |
| 1   | Француска | 3 | 2 | 1 | 0 | 8  | 4  | +4 | 7    | Прошле у нокаут фазу |
| 2   | Јамајка   | 3 | 1 | 2 | 0 | 1  | 0  | +1 | 5    | Прошле у нокаут фазу |
| 3   | Бразил    | 3 | 1 | 1 | 1 | 5  | 2  | +3 | 4    |                      |
| 4   | Панама    | 3 | 0 | 0 | 3 | 3  | 11 | −8 | 0    |                      |

1. 1 2  Фер плеј бодови: Француска –1, Јамајка –4.

| Француска | 0 : 0    | Јамајка |
| --------- | -------- | ------- |
|           | Извештај |         |

| Бразил                                      | 4 : 0    | Панама |
| ------------------------------------------- | -------- | ------ |
| Ари Боржис 19’, 39’, 70’ · Биа Занерато 48’ | Извештај |        |

| Француска            | 2 : 1    | Бразил     |
| -------------------- | -------- | ---------- |
| Соми 17’ · Ренар 83’ | Извештај | Дебиња 58’ |

| Панама | 0 : 1    | Јамајка   |
| ------ | -------- | --------- |
|        | Извештај | Сваби 56’ |

| Панама                                   | 3 : 6    | Француска                                                                      |
| ---------------------------------------- | -------- | ------------------------------------------------------------------------------ |
| Кокс 2’ · Пинзон 64’ (пен.) · Седењо 87’ | Извештај | Лакрар 21’ · Дијани 28’, 37’ (пен.), 52’ (пен.) · Ле Гарец 45+5’ · Бичо 90+10’ |

| Јамајка | 0 : 0    | Бразил |
| ------- | -------- | ------ |
|         | Извештај |        |

### Група Г
| Pos | Тим          | О | П | Н | И | ГД | ГП | ГР | Бод. | Qualification        |
| --- | ------------ | - | - | - | - | -- | -- | -- | ---- | -------------------- |
| 1   | Шведска      | 3 | 3 | 0 | 0 | 9  | 1  | +8 | 9    | Прошле у нокаут фазу |
| 2   | Јужна Африка | 3 | 1 | 1 | 1 | 6  | 6  | 0  | 4    | Прошле у нокаут фазу |
| 3   | Италија      | 3 | 1 | 0 | 2 | 3  | 8  | −5 | 3    |                      |
| 4   | Аргентина    | 3 | 0 | 1 | 2 | 2  | 5  | −3 | 1    |                      |

| Шведска                  | 2 : 1    | Јужна Африка |
| ------------------------ | -------- | ------------ |
| Ролфе 65’ · Ајлстедт 90’ | Извештај | Магаја 48’   |

| Италија    | 1 : 0    | Аргентина |
| ---------- | -------- | --------- |
| Ђирели 87’ | Извештај |           |

| Аргентина             | 2 : 2    | Јужна Африка                |
| --------------------- | -------- | --------------------------- |
| Браун 74’ · Нуњез 79’ | Извештај | Мотлхало 30’ · Кгатлана 66’ |

| Шведска                                                             | 5 : 0    | Италија |
| ------------------------------------------------------------------- | -------- | ------- |
| Илестедт 39’, 50’ · Ролфе 44’ · Блекстиниус 45+1’ · Бломквист 90+6’ | Извештај |         |

| Аргентина | 0 : 2    | Шведска                             |
| --------- | -------- | ----------------------------------- |
|           | Извештај | Бломквист 66’ · Рубенсон 90’ (пен.) |

| Јужна Африка                                   | 3 : 2    | Италија                |
| ---------------------------------------------- | -------- | ---------------------- |
| Орси 32’ (а.г.) · Магаија 67’ · Кгатлана 90+2’ | Извештај | Карузо 11’ (пен.), 74’ |

### Група Х
| Pos | Тим          | О | П | Н | И | ГД | ГП | ГР | Бод. | Qualification        |
| --- | ------------ | - | - | - | - | -- | -- | -- | ---- | -------------------- |
| 1   | Колумбија    | 3 | 2 | 0 | 1 | 4  | 2  | +2 | 6    | Прошле у нокаут фазу |
| 2   | Мароко       | 3 | 2 | 0 | 1 | 2  | 6  | −4 | 6    | Прошле у нокаут фазу |
| 3   | Немачка      | 3 | 1 | 1 | 1 | 8  | 3  | +5 | 4    |                      |
| 4   | Јужна Кореја | 3 | 0 | 1 | 2 | 1  | 4  | −3 | 1    |                      |

| Немачка                                                                             | 6 : 0    | Мароко |
| ----------------------------------------------------------------------------------- | -------- | ------ |
| А. Поп 11’, 39’ · Бил 46’ · Ајет Ел Хаж 54’ (а.г.) · Редуани 79’ (а.г.) · Шилер 90’ | Извештај |        |

| Колумбија                    | 2 : 0    | Јужна Кореја |
| ---------------------------- | -------- | ------------ |
| Усме 30’ (пен.) · Каседо 39’ | Извештај |              |

| Јужна Кореја | 0 : 1    | Мароко     |
| ------------ | -------- | ---------- |
|              | Извештај | Журајди 6’ |

| Немачка        | 1 : 2    | Колумбија                   |
| -------------- | -------- | --------------------------- |
| Поп 89’ (пен.) | Извештај | Кајседо 52’ · Ванегас 90+7’ |

| Јужна Кореја | 1 : 1    | Немачка |
| ------------ | -------- | ------- |
| Чо Со-чан 6’ | Извештај | Поп 42’ |

| Мароко              | 1 : 0    | Колумбија |
| ------------------- | -------- | --------- |
| Аниса Лахмари 45+4’ | Извештај |           |

## Нокаут фаза
У нокаут фази, ако је утакмица изједначена на крају 90 минута нормалног времена за игру, играће се продужеци (два периода од по 15 минута). Ако резултат остане изједначен и после продужетака, победници ће бити одређени извођењем једанаестераца.

### Мрежа
|  | Осмина финала                   | Осмина финала                    |                                  |       | Четвртфинале            | Четвртфинале            |                       |                       | Полуфинале | Полуфинале |  |  | Финале | Финале |
|  |                                 |                                  |                                  |       |                         |                         |                       |                       |            |            |  |  |        |        |
|  | 5. август – Окланд              |                                  |                                  |       |                         |                         |                       |                       |            |            |  |  |        |        |
|  |                                 |                                  |                                  |       |                         |                         |                       |                       |            |            |  |  |        |        |
|  | Швајцарска                      | 1                                |                                  |       |                         |                         |                       |                       |            |            |  |  |        |        |
|  | Швајцарска                      | 1                                | 11. август – Велингтон           |       |                         |                         |                       |                       |            |            |  |  |        |        |
|  | Шпанија                         | 5                                |                                  |       |                         |                         |                       |                       |            |            |  |  |        |        |
|  | Шпанија                         | 5                                | Шпанија                          | 2     |                         |                         |                       |                       |            |            |  |  |        |        |
|  | 6. август – ФС Сиднеј           |                                  | Шпанија                          | 2     |                         |                         |                       |                       |            |            |  |  |        |        |
|  |                                 | Холандија                        | 1                                |       |                         |                         |                       |                       |            |            |  |  |        |        |
|  | Холандија                       | Холандија                        | 1                                | 2     |                         |                         |                       |                       |            |            |  |  |        |        |
|  | Холандија                       |                                  | 15. август – Окланд              | 2     |                         |                         |                       |                       |            |            |  |  |        |        |
|  | Јужна Африка                    | 0                                |                                  |       |                         |                         |                       |                       |            |            |  |  |        |        |
|  | Јужна Африка                    | 0                                | Шпанија                          | 2     |                         |                         |                       |                       |            |            |  |  |        |        |
|  | 5. август – Велингтон           |                                  | Шпанија                          | 2     |                         |                         |                       |                       |            |            |  |  |        |        |
|  |                                 | Шведска                          | 1                                |       |                         |                         |                       |                       |            |            |  |  |        |        |
|  | Јапан                           | Шведска                          | 1                                | 3     |                         |                         |                       |                       |            |            |  |  |        |        |
|  | Јапан                           | 11. август – Окланд              |                                  | 3     |                         |                         |                       |                       |            |            |  |  |        |        |
|  | Норвешка                        | 1                                |                                  |       |                         |                         |                       |                       |            |            |  |  |        |        |
|  | Норвешка                        | 1                                | Јапан                            | 1     |                         |                         |                       |                       |            |            |  |  |        |        |
|  | 6. август – Мелбурн             |                                  | Јапан                            | 1     |                         |                         |                       |                       |            |            |  |  |        |        |
|  |                                 | Шведска                          | 2                                |       |                         |                         |                       |                       |            |            |  |  |        |        |
|  | Шведска                         | Шведска                          | 2                                | 0 (5) |                         |                         |                       |                       |            |            |  |  |        |        |
|  | Шведска                         |                                  | 20. август – Сиднеј (Аустралија) | 0 (5) |                         |                         |                       |                       |            |            |  |  |        |        |
|  | Сједињене Државе                | 0 (4)                            |                                  |       |                         |                         |                       |                       |            |            |  |  |        |        |
|  | Сједињене Државе                | 0 (4)                            | Шпанија                          | 1     |                         |                         |                       |                       |            |            |  |  |        |        |
|  | 7. август – Сиднеј (Аустралија) |                                  | Шпанија                          | 1     |                         |                         |                       |                       |            |            |  |  |        |        |
|  |                                 | Енглеска                         | 0                                |       |                         |                         |                       |                       |            |            |  |  |        |        |
|  | Аустралија                      | Енглеска                         | 0                                | 2     |                         |                         |                       |                       |            |            |  |  |        |        |
|  | Аустралија                      | 12. август – Бризбејн            |                                  | 2     |                         |                         |                       |                       |            |            |  |  |        |        |
|  | Данска                          | 0                                |                                  |       |                         |                         |                       |                       |            |            |  |  |        |        |
|  | Данска                          | 0                                | Аустралија (пен.)                | 0 (7) |                         |                         |                       |                       |            |            |  |  |        |        |
|  | 8. август – Аделејд             |                                  | Аустралија (пен.)                | 0 (7) |                         |                         |                       |                       |            |            |  |  |        |        |
|  |                                 | Француска                        | 0 (6)                            |       |                         |                         |                       |                       |            |            |  |  |        |        |
|  | Француска                       | Француска                        | 0 (6)                            | 4     |                         |                         |                       |                       |            |            |  |  |        |        |
|  | Француска                       |                                  | 16. август – Сиднеј (Аустралија) | 4     |                         |                         |                       |                       |            |            |  |  |        |        |
|  | Мароко                          | 0                                |                                  |       |                         |                         |                       |                       |            |            |  |  |        |        |
|  | Мароко                          | 0                                | Аустралија                       | 1     |                         |                         |                       |                       |            |            |  |  |        |        |
|  | 7. август – Бризбејн            |                                  | Аустралија                       | 1     |                         |                         |                       |                       |            |            |  |  |        |        |
|  |                                 | Енглеска                         | 3                                |       | Утакмица за треће место | Утакмица за треће место |                       |                       |            |            |  |  |        |        |
|  | Енглеска                        | Енглеска                         | 3                                | 0 (4) | Утакмица за треће место | Утакмица за треће место |                       |                       |            |            |  |  |        |        |
|  | Енглеска                        | 12. август – Сиднеј (Аустралија) | 12. август – Сиднеј (Аустралија) | 0 (4) |                         |                         | 19. август – Бризбејн | 19. август – Бризбејн |            |            |  |  |        |        |
|  | Нигерија                        | 12. август – Сиднеј (Аустралија) | 12. август – Сиднеј (Аустралија) | 0 (2) |                         |                         | 19. август – Бризбејн | 19. август – Бризбејн |            |            |  |  |        |        |
|  | Нигерија                        | Енглеска                         | 2                                | 0 (2) | Шведска                 | 2                       |                       |                       |            |            |  |  |        |        |
|  | 8. август – Мелбурн             | Енглеска                         | 2                                |       | Шведска                 | 2                       |                       |                       |            |            |  |  |        |        |
|  |                                 | Колумбија                        | 1                                |       | Аустралија              | 0                       |                       |                       |            |            |  |  |        |        |
|  | Колумбија                       | Колумбија                        | 1                                | 1     | Аустралија              | 0                       |                       |                       |            |            |  |  |        |        |
|  | Колумбија                       |                                  |                                  | 1     |                         |                         |                       |                       |            |            |  |  |        |        |
|  | Јамајка                         | 0                                |                                  |       |                         |                         |                       |                       |            |            |  |  |        |        |
|  | Јамајка                         | 0                                |                                  |       |                         |                         |                       |                       |            |            |  |  |        |        |

### Осмина финала
| Швајцарска        | 1 : 5    | Шпанија                                                |
| ----------------- | -------- | ------------------------------------------------------ |
| Кодина 11’ (а.г.) | Извештај | Бонмат 5’, 36’ · Редондо 17’ · Кодина 45’ · Ермосо 70’ |

| Јапан                                        | 3 : 1    | Норвешка  |
| -------------------------------------------- | -------- | --------- |
| Енген 15’ (а.г.) · Шимизу 50’ · Мијазава 81’ | Извештај | Ритен 20’ |

| Холандија                | 2 : 0    | Јужна Африка |
| ------------------------ | -------- | ------------ |
| Рурд 9’ · Биренштајн 68’ | Извештај |              |

| Шведска                                                           | 0 : 0    | Сједињене Државе                                          |
| ----------------------------------------------------------------- | -------- | --------------------------------------------------------- |
|                                                                   | Извештај |                                                           |
| Пенали                                                            |          |                                                           |
| Ролфо · Рубенсон · Бјерн · Бломквист · Бенисон · Ериксон · Хартиг | 5 : 4    | Саливан · Хоран · Мевис · Рапино · Смит · Нејхер · О’Хара |

| Енглеска                                    | 0 : 0 (п. с. н.) | Нигерија                             |
| ------------------------------------------- | ---------------- | ------------------------------------ |
|                                             | Извештај         |                                      |
| Пенали                                      |                  |                                      |
| Станвеј · Ингланд · Дејли · Гринвуд] · Кели | 4 : 2            | Опаранози · Алози · Аџибаде · Учеибе |

| Аустралија          | 2 : 0    | Данска |
| ------------------- | -------- | ------ |
| Форд 29’ · Расо 70’ | Извештај |        |

| Колумбија | 1 : 0    | Јамајка |
| --------- | -------- | ------- |
| Усме 51’  | Извештај |         |

| Француска                                | 4 : 0    | Мароко |
| ---------------------------------------- | -------- | ------ |
| Диани 15’ · Дали 20’ · Ле Сомир 23’, 70’ | Извештај |        |

### Четвртфинале
| Шпанија                               | 2 : 1    | Холандија           |
| ------------------------------------- | -------- | ------------------- |
| Калдентеј 81’ (пен.) · Паралуело 111’ | Извештај | Ван дер Храхт 90+1’ |

| Јапан      | 1 : 2    | Шведска                           |
| ---------- | -------- | --------------------------------- |
| Хајаши 87’ | Извештај | Илестед 32’ · Ангелдал 51’ (пен.) |

| Аустралија                                                                    | 0 : 0 (п. с. н.) | Француска                                                                       |
| ----------------------------------------------------------------------------- | ---------------- | ------------------------------------------------------------------------------- |
|                                                                               | Извештај         |                                                                                 |
| Пенали                                                                        |                  |                                                                                 |
| Форд · Катли · Кер · Фовлер · Арнолд · Гори · Јалоп · Карпентер · Хант · Вајн | 7 : 6            | Бача · Дијани · Ренар · Соми · Перисе · Гејоро · Карчави · Лакрар · Дали · Бечо |

| Енглеска              | 2 : 1    | Колумбија  |
| --------------------- | -------- | ---------- |
| Хемп 45+7’ · Русо 63’ | Извештај | Сантос 44’ |

### Полуфинале
| Шпанија                     | 2 : 1    | Шведска       |
| --------------------------- | -------- | ------------- |
| Параљуело 81’ · Кармона 89’ | Извештај | Бломквист 88’ |

| Аустралија  | 1 : 3    | Енглеска                      |
| ----------- | -------- | ----------------------------- |
| Сем Кер 63’ | Извештај | Тун 36’ · Хемп 71’ · Русо 86’ |

### Утакмица за треће место
| Шведска                       | 2 : 0    | Аустралија |
| ----------------------------- | -------- | ---------- |
| Ролфе 30’ (пен.) · Аслани 62’ | Извештај |            |

### Финале
| Шпанија     | 1 : 0    | Енглеска |
| ----------- | -------- | -------- |
| Кармона 29’ | Извештај |          |

## Признања
По завршетку турнира додељене су следеће награде.
| Златна лопта              | Сребрна лопта           | Бронзана лопта          |
| ------------------------- | ----------------------- | ----------------------- |
| Ајтана Бонмати            | Џенифер Ермосо          | Аманда Ајлседт          |
| Златна копачка            | Сребрна копачка         | Бронзана копачка        |
| Хината Мијазава           | Кандидијату Дијани      | Александра Поп          |
| 5. голова, 1. асистенција | 4. гола, 3. асистенције | 4. гола, 0. асистенција |
| Златна рукавица           |                         |                         |
| Мери Ерпс                 |                         |                         |
| ФИФА млади играч          |                         |                         |
| Салма Параљуело           |                         |                         |
| ФИФА фер−плеј             |                         |                         |
| Јапан                     |                         |                         |

## Статистика

### Голгетерке
Укупно је постигнуто  164 голова у 64 утакмица, с просеком од 2.56 гола по утакмици.
5 голова
- Хината Мијазава

4 гола
- Кандидијату Дијани
- Алексндра Поп
- Џил Рорда
- Аманда Ајлседт

3 гола
- Хајли Расо
- Ари Борхес
- Лорен Хемп
- Лорен Џејмс
- Алесија Русо
- Ужини Ле Соми
- Софи Роман Хау
- Ајтана Бонмати
- Џенифер Ермосо
- Алба редондо
- Ребека Бломквист
- Фридолина Ролфе

1 аутогол
- Валерија дел Кампо (против Шпаније)
- Бенедета Орси (против Јужноафричке Републике)
- Ханан Ајт Ел Хаж (против Немачке)
- Зинеб Редуани (против Немачке)
- Ингрид Сирштад Енген (против Јапана)
- Алиша Баркер (против Норвешке)
- Меган Коноли (против Канаде)
- Лиа Кодина (Против Швајцарске)

Извор: ESPN